# .int
.intは、ジェネリックトップレベルドメイン(gTLD)の一つで、スポンサー付きトップレベルドメインである。その名称はinternationalから来ており、国際組織や条約関連の目的のために使用される。このドメインが最初に割り当てられたのは北大西洋条約機構(NATO)で、それ以前は.natoが割り当てられていた。
RFC 1591 に基づくInternet Assigned Numbers Authority(IANA)ポリシーによると、.intは、国際条約に基づく組織、国連機関、および国連総会オブザーバー資格を有する組織のために予約されている。.intドメインは、その所有者が国際法の対象であることを意味するため、取得資格は全てのTLDの中で最も厳しいとみなされている。申請手続の際には、国連の条約登録番号を提示することより、実際に条約に基づいた組織であり、独立した法的地位を有するという証明を提示する必要がある。

## 割り当て
2012年6月時点で、.intドメインは166個発行されている。
欧州連合およびその加盟機関は、かつては.eu.intを使用していたが、2006年5月9日（ヨーロッパ・デー）に.euに変更された。以前のドメイン.eu.intは、最低1年間の移行期間中は引き続きアクセス可能だった。2017年時点で、欧州中央銀行はecb.euに加えてecb.intを引き続き使用しており、.intドメインは電子メールにのみ使用している。
残留性有機汚染物質に関するストックホルム条約(POPS)は、国際法の主体を明示的に定めていないという理由で、intドメインの取得を初めて拒否された。しかし、POPSは、IANAの再審査委員会に訴え、POPSと同様に特定の言語を欠いている他の条約が、それにもかかわらずドメインを取得したことがあるという理由で、pops.intドメインを取得することができた。IANAは、(1)発効する可能性が非常に高い条約によって設立された組織である、(2)法的実績がないにもかかわらず独立した国際的な法人の要件を満たす、という2つの事項を同条約が満たしていると委員会が決定し、ドメインを承認した。この付与は、登録から4年以内に条約が施行されなかった場合に適格性の地位が更新されるという条項の対象となった。

### かつての用法
.intは歴史的にインターネットのインフラ用データベースとしても用いられてきた。.arpaにある内容は、.intに移行する予定だったが、2000年にIABが、.arpaを引き続き使用し、.intに新しいインターネットのインフラ用データベースを入れないように提言したため、実現しなかった。このような役割を最後まで行っていたIPv6アドレスの逆引きをするためのドメイン.ip6.intは、2006年6月1日に廃止され、.ip6.arpaに移行した。

### 既得権
厳密なガイドラインが適用される以前に、.intの現在のガイドラインでは許可されない割り当てが許可されていた。例えば、キリスト教青年会(YMCA)は、1990年代初頭に適用された緩いガイドラインの元で.intドメインを取得した。IANAは、現在の基準を満たさないYMCAやThe Phone Companyのような組織に対して既に割り当てたドメインの撤回はしていない。